# Susanna Clarke
Susanna Clarke er en britisk forfatter, som debuterede i 2004 med romanen Jonathan Strange & Mr Norrell. Debuten blev en succes og romanen blev tildelt Hugoprisen i 2005.